# Осада Рима (537—538)
Первая осада Рима в ходе Готских войн длилась год и девять дней, с начала марта 537 года по март 538 года, в течение которых осаждённые византийцы под командованием генерала Велизария сдерживали осаду остготской армии короля Витигиса. Эта осада была первым крупным столкновением сторон в длительной войне, сыгравшим решающую роль в дальнейшем развитии событий.
Основным источником, сохранившим сведения об этой осаде, является «Война с готами» Прокопия Кесарийского, в качестве секретаря Велизария являвшегося непосредственным участником событий. Тот факт, что длившейся чуть более года осаде уделено значительно больше внимания (23 главы), чем любому другому эпизоду Вандальской, Готской или Персидской войн, также описанных этим автором, свидетельствует об идеологической важности этого события и позволяет допустить возможность литературных приукрашиваний. Английская исследовательница А. Кэмерон отмечает, что в первых двух книгах «Войны с готами» Прокопий демонстрирует любовь к чудесам и диковинкам, обогащая рассказ элементами анекдота. Говоря об осведомлённости автора в вопросе истории готов, В. Гоффарт констатирует, что «нет научного пути, чтобы извлечь крупицы фактов из, в сущности, сомнительной, но уникальной информации».

## Предыстория
В конце V века полуостров перешёл под контроль остготов, которые хотя и признавали сюзеренитет империи, образовали фактически независимое королевство. Охлаждение отношений между государством остготов и Восточной Римской империей началось ещё в последние годы правления короля Теодориха Великого (470—526). Его расправа с вождями аристократической оппозиции в Риме, казнь Боэция и папы Симмаха, были крайне неприятны византийскому правительству. После смерти Теодориха фактическим правителем государства стала его дочь Амаласунта, правившая от имени своего малолетнего сына Аталариха. Новая правительница начала активно проводить провизантийскую политику — был издан эдикт, уравнивающий в правах остготов и римлян, расширялись права и привилегии сенаторов, папа приобрёл права суда первой инстанции над католиками, остготам был запрещён захват земель римлян. Сближению с империей способствовала сложная для государства остготов международная обстановка. После уничтожения лидеров готской оппозиции Амаласунта оказала поддержку императору Юстиниану в его кампании по завоеванию королевства вандалов. Такая предательская по отношению к вандалам политика вызвала новое возмущение остготской военной знати. Чувствуя шаткость своего положения, Амаласунта начала вести с Юстинианом переговоры о передаче Византии власти в Италии.

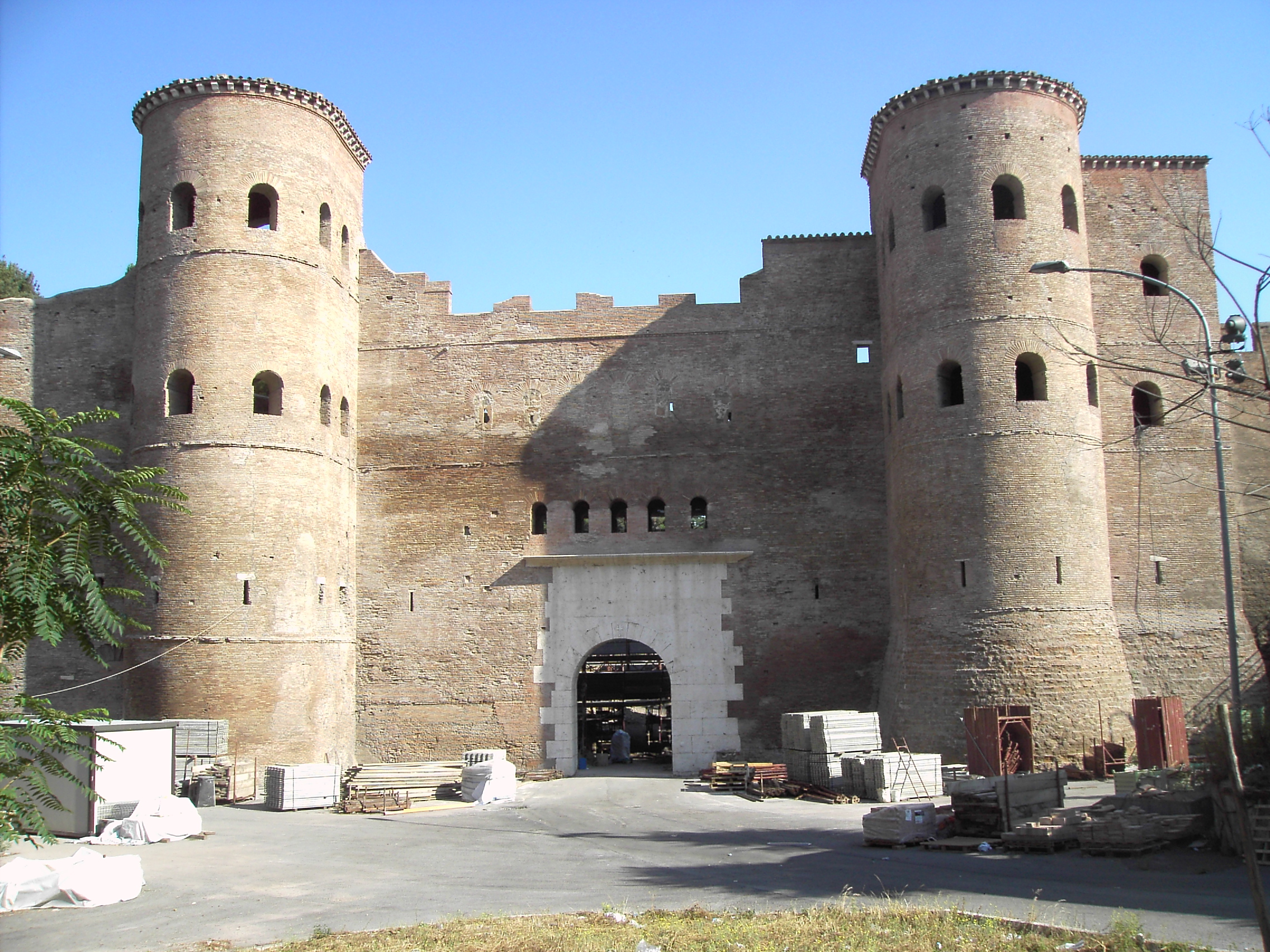
Ослиные ворота, через которые византийская армия вошла в Рим

После смерти 2 октября 534 года Аталариха, Амаласунта сделала своим соправителем последнего мужского представителя дома Амалов Теодахада. Борьба за власть с ним закончилась для Амаласунты ссылкой в октябре 534 года и смертью 30 апреля следующего года. Согласно версии, излагаемой большинством авторов VI века (Прокопий Кесарийский, Иордан, Марцеллин), именно это событие стало причиной войны. С другой стороны, вся внешняя политика правительства Юстиниана была связана с восстановлением Римской империи, и с этой точки зрения захват этой провинции был чрезвычайно важен.
В 535 году Мунд вторгся в Далмацию, а Велизарий с армией в 7500 человек без труда занял Сицилию. Оттуда в июне следующего года он переправился в Италию около Региума. После двадцатидневной осады в начале ноября ромеи разграбили Неаполь. После падения Неаполя готы, возмущённые бездействием своего короля, Теодахада, собрали совет и избрали королём Витигиса. Теодахад, бежавший из Рима в Равенну, был убит по дороге одним из военачальников Витигиса. В это же время Витигис собрал совет в Риме, на котором он решил не искать непосредственного столкновения с Велизарием, а подождать, пока соберутся основные силы, расположенные на севере. Затем Витигис отправился в Равенну, оставив для охраны города сильный гарнизон из 4000 человек под командованием Левдериса.
Несмотря на это жители Рима решительно поддержали Велизария, и, в свете жестокого разграбления Неаполя, не желали подвергаться риску осады, в связи с чем по поручению папы Сильверия и знатных горожан к Велизарию была послана делегация. Поняв, что с враждебным населением они не смогут удержать позиции, остготский гарнизон через Порта-дель-Пополо покинул город 9 декабря 536 года и направился на север, в Равенну. В тот же день во главе отряда из 5000 солдат через Ослиные ворота в город вошёл Велизарий. Таким образом Рим снова стал римским после шестидесяти лет варварского владычества.

## Осада

### Начальная фаза
Велизарий со своими небольшими силами не мог продолжать движение в сторону Равенны, поскольку остготы были существенно многочисленнее. Вместо этого он разместился в Риме, готовясь к неизбежному контрудару. Из своей штаб-квартиры на холме Пинчо в северной части города он руководил реконструкцией городских стен. С внешней стороны был вырыт ров, форт мавзолея Адриана укреплён, через Тибр была протянута цепь, определено количество ополченцев и складов. Население города, понявшее, что осаду, которую они пытались избежать, не предотвратить, начало проявлять признаки недовольства.
Остготская армия по дороге на Рим захватила проход через реку Аньо у Соляного моста, после того как защищавшие его римляне покинули свои укрепления и бежали. На следующий день римляне едва спаслись от катастрофы, когда Велизарий, не знавший о бегстве своих войск, выдвинулся в сторону моста с отрядом букеллариев. Обнаружив, что готы уже завладели укреплённым мостом, Велизарий и его эскорт были вынуждены вступить в ожесточённый бой и понесли тяжёлые потери, прежде чем смогли отступить.
Рим был слишком велик, чтобы готы могли его окружить. Поэтому они разбили семь лагерей, следы которых были заметны ещё в XIX веке, взяли под контроль главные ворота и дороги, ведущие к городу, с целью перекрыть пути его снабжения. Шесть из них были к востоку от реки и один с запада, на так называемом Кампусе Нерона (лат. Campus Neronis), у Ватикана. Такое размещение оставило южную границу города свободной. Затем готы попытались разрушить акведуки, снабжающие город водой, необходимой не только для питья, но и для функционирования водяных мельниц. Хотя Велизарий смог решить последнюю проблему, построив плавучие мельницы по течению Тибра, трудности для горожан возрастали с каждым днём. Чувствуя их недовольство, Витигис пытался склонить город к сдаче, обещая римской армии возможность свободного выхода, но предложение было отклонено.

### Первый штурм города

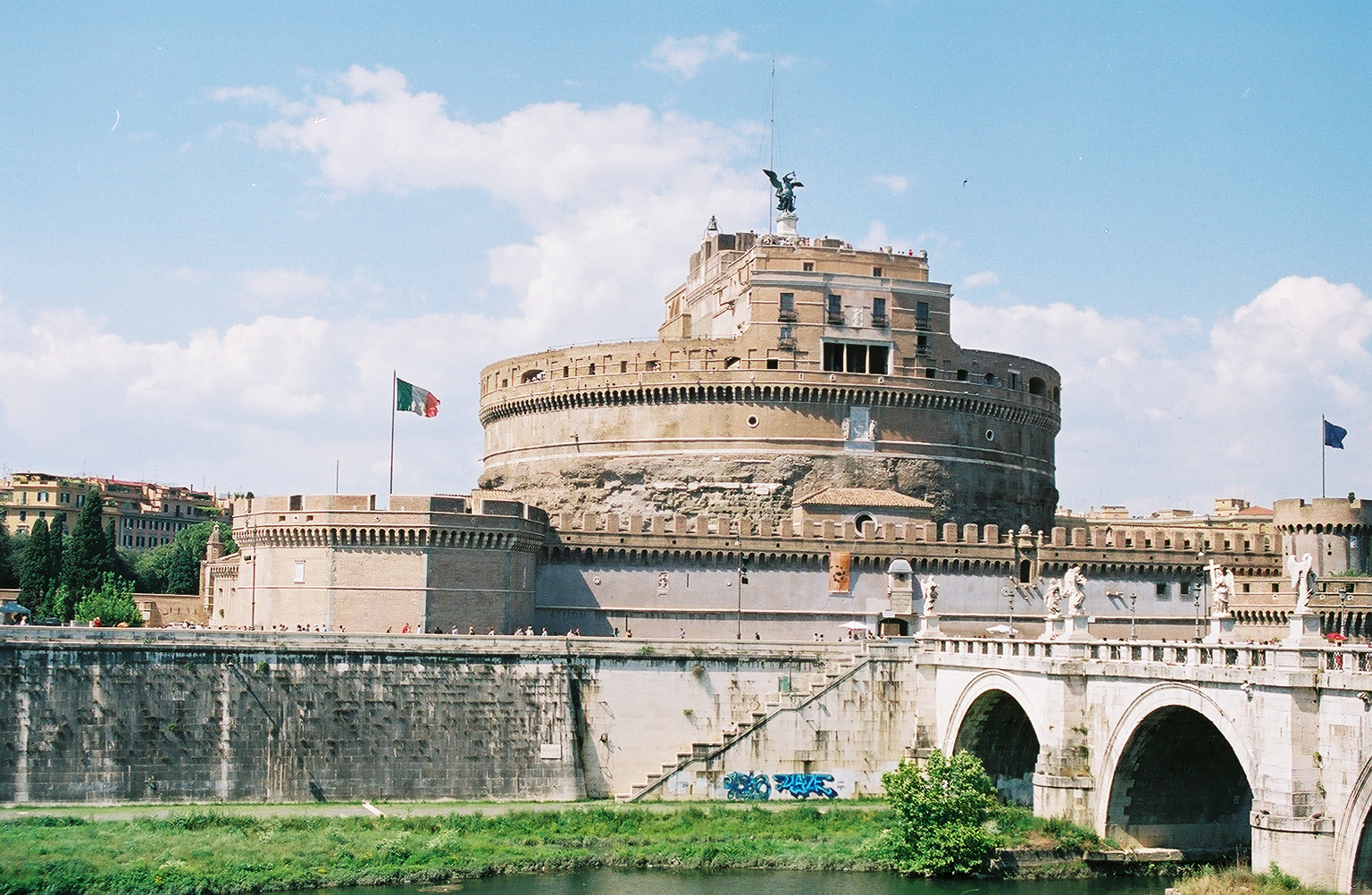
Мавзолей Адриана был местом жестокой битвы между византийцами и остготами

Вскоре после отказа на свои предложения, Витигис начал интенсивную осаду города. Его инженеры построили четыре гигантские осадные башни, которые повезли быками в сторону северных стен, к Порта Салария. Для описания того, что произошло вслед за этим, лучше привести слова Прокопия:
Затем Витигис, оставив крупные силы с целью отвлечь защитников города, атаковал стены на юго-востоке, в районе Порта-Маджоре, известном как Виварий (лат. Vivarium), где укрепления были ниже. Одновременно с этим была проведена атака на западной стороне, у мавзолея Адриана и ворот святого Петра. Здесь бои были особенно ожесточёнными. В конечном счёте, после битвы готы отступили, но положение у Вивария было тяжёлым. Его защитники под командованием Бесса и Перания, находясь под сильным давлением противника, послали к Велизарию за помощью, и последний пришёл с небольшим отрядом своих буккелариев. Как только готы пробили стену, он приказал некоторым из своих солдат атаковать, пока противник не перестроился для наступления, а с большей частью своего отряда совершил вылазку за ворота. Неожиданно для готов, его люди отбросили их назад и сожгли осадные машины. В это же время у Саларийских ворот римляне предприняли вылазку, также увенчавшуюся успехом, и разрушили осадную технику. Таким образом, первая попытка готов захватить город провалилась и их войска возвратились в свои лагеря.

### Успехи римлян

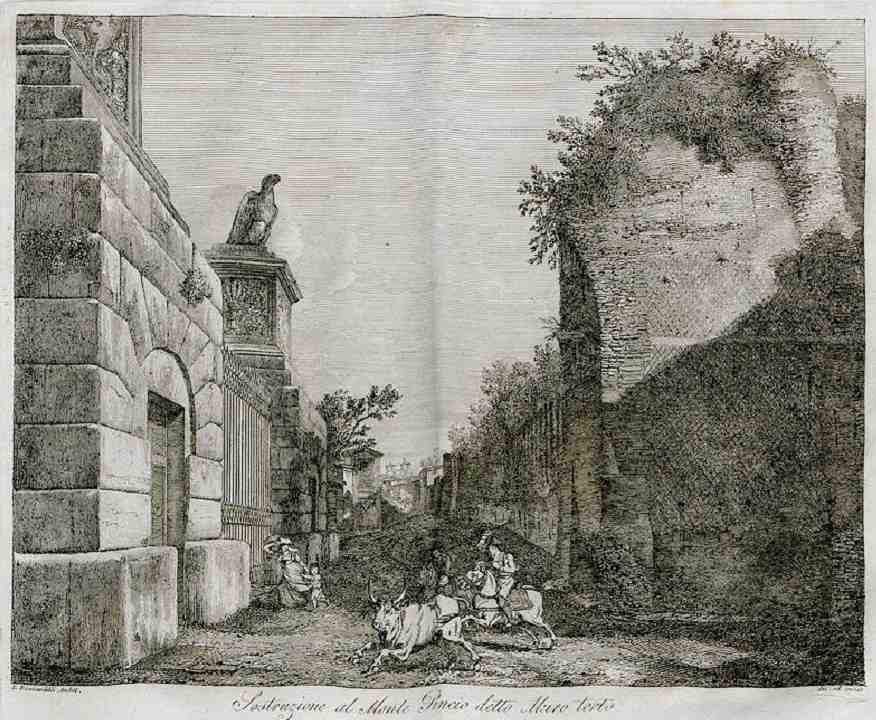
Осаждённые горожане верили, что у «лопнувшей стены» город защищал апостол Пётр. Гравюра Л. Риччарделли, 1832 год

Несмотря на эти успехи, Велизарий понимал, что ситуация остаётся опасной. Поэтому он написал письмо Юстиниану с просьбой о помощи. Получив его, император поспешно набрал войско и отправил его во главе с трибунами Мартином и Валерианом, которые, однако, задержались в Греции из-за наступления зимы. В своём письме Велизарий также предупредил о лояльности горожан: «Римляне сейчас относятся к нам дружественно, но если их бедственное положение, как это и естественно, будет продолжаться, они не задумаются выбрать то, что для них лучше. […] Так и римлян голод заставит сделать многое, чего бы они не хотели». Из опасения измены, Велизарием были приняты крайние меры предосторожности: из-за подозрений в переговорах с готами папа Сильверий был смещён и заменён Вигилием, некоторые сенаторы по той же причине были изгнаны, ключи и замки на воротах менялись дважды в месяц, а стражам, охранявшим стены, он каждую ночь давал нового начальника. Под предлогом недостатка продовольствия из города была выслана большая часть рабов в Кампанию или на Сицилию.
Тем временем Витигис, разозлённый неудачами, послал в Равенну приказ убить находящихся там в заложниках сенаторов. Также он приказал установить полную блокаду города, отрезав его от моря. Готы захватили Портус в Остии, оставленный римлянами без охраны. В результате Велизарий сохранил контроль только над Остией, позволявшей сохранять связь с морем по южному рукаву дельты Тибра. Это привело к тому, что ситуация со снабжением ухудшилась, так как припасы надо было теперь выгружать в Антиуме и затем с трудом доставлять в Рим. К счастью для осаждённых, через двадцать дней после захвата порта прибыло обещанное подкрепление, 1600 всадников из «гуннов», склавен и антов. Теперь, когда Велизарий имел в своём распоряжении подвижные, дисциплинированные и хорошо тренированные силы, он усилил вылазки против готов. Опытные конные лучники, они осыпали врага градом стрел, а затем отступали под защиту стен, с которых преследователей так же подвергали обстрелу, нанося готам серьёзные потери с минимальными уроном у римлян.

### Готы побеждают в открытой битве
Все эти успехи сильно воодушевили армию и народ, который теперь требовал от Велизария вступить с готами в открытый бой. Велизарий отказывался, так как разница в численности войск всё ещё была значительной, однако подвергаясь постоянным упрёкам, он был вынужден изменить тактику и начал готовиться к битве. Главные силы под своим командованием должны были выйти через Пинцианские и Саларианские ворота на севере, тогда как небольшой кавалерийский отряд Валентина, которому также были приданы отряды горожан, должен был расположиться за воротами Панкратия напротив большого готского лагеря на другом берегу Тибра с целью не дать войскам из этого лагеря вступить в бой. Первоначально Велизарий хотел дать в этот день только конное сражение, так как многие из его пехотинцев, взяв в добычу лошадей, хотели сражаться конно, однако был переубеждён своим телохранителем Принципием и сформировал пехотный отряд, который был размещён позади конницы для поддержки в случае отступления.
Перед битвой и Велизарий и Витигис обратились к своим войскам с речами, тексты которых Прокопий приводит в своём труде.
Витигис, со своей стороны, разместил свою армию традиционным образом, с пехотой в центре и кавалерией на флангах. Когда битва началась, римская кавалерия в очередной раз использовала свою обычную тактику, осыпая массы врагов стрелами и отступая, не вступая в контакт. Таким образом они нанесли большие потери готам, которые не были способны приспособиться к этой тактике, и к середине дня казалось, что победа достанется римлянам. На другом берегу Тибра, на Нероновом поле, римляне начали внезапную атаку на готов, и обратили их в бегство. Однако, как было сказано раньше, основную массу здесь составляли недисциплинированные горожане, которые вскоре утратили всякое подобие порядка и, несмотря на усилия Валентина и его офицеров, занялись грабежом готского лагеря. Эта задержка дала готам возможность перестроиться и нанести римлянам ответный удар, заставив их понести большие потери. В это же время на восточной стороне Тибра римляне достигли готских лагерей. Здесь сопротивление было упорным и римляне начали нести потери в ближнем бою. Поэтому когда готская кавалерия правого фланга почувствовала их слабость, она обратилась против наступавших и заставила их бежать. Скоро римляне были полностью втянуты в бой, и пехота, которой предназначалось быть защитной стеной, несмотря на доблесть Принципия и Тармута, была разбита и присоединилась к бегству за безопасные стены.

### Безвыходное положение и прибытие подкреплений
После этой битвы обе стороны приготовились к длительной осаде. Велизарий вернулся к своей прежней тактике мелких кавалерийских вылазок и пытался сохранить свои силы, ожидая подкреплений. Наконец в июне, когда голод и чума почти довели город до отчаяния, а готы перекрыли водопровод, Велизарию пришлось снова отвечать на требования горожан вступить в решительное сражение, от которого на этот раз он решительно отказался. Вместо этого он послал своего секретаря Прокопия в Неаполь с целью выяснить ситуацию с подкреплениями, слух о которых распространился, собрать какие возможно силы по местным гарнизонам и организовать поставку продовольствия. Одновременно с этим Велизарий послал отряды препятствовать снабжению противника и выслал из Рима в Неаполь свою жену Антонину. Прокопий в Кампании заполнил хлебом обоз и собрал около пятисот воинов, вместе с Антониной они заботились о флоте. Долгожданные пополнения прибыли позже, а именно 3000 исаврийцев и 1800 фракийских всадников. Они объединились с собранным Прокопием отрядом и, сопровождая обоз с хлебом, направились в Рим. Для обеспечения их безопасного прохода, Велизарий совершил успешную вылазку. С прибытием припасов и подкреплений Рим оказался в безопасности.

### Византийское превосходство и снятие осады
Готы, также терпящие неудобства, как и осаждённые, от болезней и голода, решили прибегнуть к дипломатии. Было послано посольство из трёх человек, которое предложило уступить Византии Сицилию и южную Италию (которые уже находились в римских руках) в обмен на вывод войск. Диалог, сохранённый Прокопием, ярко демонстрирует изменившуюся ситуацию в отношении сторон, когда посланники жаловались на терпимые ими несправедливости и предлагали территории, а Велизарий, находясь на хорошо укреплённых позициях, отвергает их предложения и отпускает саркастичные замечания. Тем не менее, было заключено трёхмесячное перемирие для того, чтобы готы могли отправить посольство в Константинополь для переговоров. Велизарий воспользовался преимуществами сложившейся ситуации и встретил сопровождаемый исаврами флот с припасами, доставив его безопасно в Рим. Во время перемирия положение готов ухудшилось и они были вынуждены оставить Портус, который был быстро занят исаврийским гарнизоном, так же как и города Центумцеллы и Альбано. Таким образом, к концу декабря готы были практически окружены римскими отрядами и пути их снабжения были полностью перекрыты. Готы протестовали против таких действий, но это не возымело успеха. Велизарий даже послал одного из своих лучших генералов, Иоанна по прозвищу «Кровожадный» (лат. Sanguinarius), с 2000 солдатами сделать набег на Пиценскую область с приказом отступить, если встретит сильный отпор. Там же он велел провести зиму Виталиану, племяннику Иоанна в восьмьюстами воинами[уточнить].
Вскоре после этого перемирие было неожиданно прервано готами, когда они тайно попытались попасть в город. Сначала они пробовали сделать это через акведук Аква Вирго. К несчастью для них, фонари были замечены стражей Пинцийских ворот. Охрана акведука была усилена и готы, заметив это, отказались от этой попытки. Немного спустя внезапная атака на те же ворота была отбита отрядом Ильдигера, зятя Антонины. Затем, с помощью двух подкупленных агентов, они попытались отравить стражей одного из участков стены и беспрепятственно войти в город, однако один из них раскрыл эти планы Велизарию, и эта попытка готов тоже не увенчалась успехом.
Для проведения акции возмездия Велизарий направил Иоанна в Пинценум. Иоанн, разбив войско Улифея, дяди Витигиса, получил возможность неограниченно перемещаться по области. Однако, он нарушил инструкции Велизария и не попытался захватить укрепления Ауксума и Урбинума, решив что они слишком сильно укреплены. Вместо этого, он обошёл их и направился к Ариминуму, приглашённый местным римским населением. Взятие Ариминума означало, что римляне практически захватили половину Италии и находятся едва ли в дне пути от готской столицы в Равенне. Поэтому, едва узнав о падении Ариминума, Витигис со всей возможной скоростью отступил к столице. Через 374 дня после начала осады готы сожгли свои лагеря и покинули Рим, направляясь на северо-восток по Фламиниевой дороге. Велизарий, дождавшись, пока половина готской армии пересечёт Мульвиев мост, напал на арьергард. После непродолжительного сопротивления готы были разбиты, многие из них убиты или утоплены в реке.

## Последствия
Неудача остготских войск активизировала их врагов в Италии. Жена Витигиса Матасунта, за которой стояли круги знати, мечтавшие о сближении с Византией, вступила в тайные переговоры с Иоанном. Получив ещё зимой 537/38 года от епископа Милана Датиса предложение захватить с его помощью не только Милан, но и всю Лигурию, византийские войска из Рима отправились морским путём в Геную и, после неудачной осады Павии, двинулись к Милану. В результате измены город был взят, однако вскоре осаждён готами. Ввиду приближения к их границам, наконец пришло подкрепление от франков. В это время Витигис, по-прежнему располагая значительными силами, продвигался к Аримину, расставляя по пути гарнизоны.
Прибывшие с Нарсесом подкрепления, соединившись в конце июня — начале июля 538 года с войсками Велизария, позволили ему захватить несколько готских крепостей и к концу 539 года контролировать почти всю Италию к югу от реки По. В конце концов и Равенна была взята обманом в мае 540 года, и война, казалось, скоро закончится. Однако очень скоро готы под руководством нового короля Тотилы смогли переломить положение и имперские территории в Италии почти полностью были утрачены.

## Комментарии
1. ↑  По мнению З. В. Удальцовой, это говорит о том, что свидетельства современников о 150-тысячной или даже 100-тысячной армии готов являются преувеличенными, в противном случае они смогли бы полностью блокировать 20-километровый периметр Рима[24].
2. ↑  Согласно Бьюри, это произошло в ноябре 537 года[38].